# Camacolaimus prytherchi
Camacolaimus prytherchi is een rondwormensoort uit de familie van de Camacolaimidae. De wetenschappelijke naam van de soort is voor het eerst geldig gepubliceerd in 1935 door Chitwood.